# Bakugan: Geogan Rising
Bakugan: Geogan Rising (爆丸ジオガンライジング Bakugan Jiogan Raijingu?) es la tercera temporada de la serie de televisión animada Bakugan: Battle Planet. Se anunció formalmente en noviembre de 2020 y consta de 52 episodios de once minutos (26 episodios de veintidós minutos).

## Estreno
La temporada debutó en Canadá en Teletoon el 24 de enero de 2021 y luego se retransmitió en YTV a partir del 5 de marzo de 2021. El 12 de marzo de 2021, la versión japonesa debutó quincenalmente el 2 de abril de 2021. Netflix transmitió la primera mitad de Bakugan: Geogan Rising el 15 de abril de 2021.La segunda mitad se lanzó en Roblox el 8 de septiembre de 2021 y en Netflix el 15 de septiembre de 2021.
En Latinoamérica se estrenó con un doble episodio, el 23 de septiembre de 2022, por Cartoon Network.
| Temporada | Episodios | País           | Canal           | Primera emisión          | Última emisión           |
| --------- | --------- | -------------- | --------------- | ------------------------ | ------------------------ |
| 3         | 26 (52)   | Australia      | 9Go!            | 20 de marzo de 2021      | 6 de julio de 2021       |
| 3         | 26 (52)   | Canadá         | Teletoon        | 24 de enero de 2021      | 12 de septiembre de 2021 |
| 3         | 26 (52)   | Latinoamérica  | Cartoon Network | 23 de septiembre de 2022 |                          |
| 3         | 26 (52)   | Estados Unidos | Netflix         | 15 de abril de 2021      | 15 de septiembre de 2021 |

## Lista de episodios
| No. serie | No. temp. | Título                                                                                    | Estreno Original                                        | Estreno Japón            | Estreno Latinoamérica    |
| --------- | --------- | ----------------------------------------------------------------------------------------- | ------------------------------------------------------- | ------------------------ | ------------------------ |
| 205       | 1a        | «Drago regresa!» «Dorago Fukkatsu!» (ドラゴ復活！)                                        | 24 de enero de 2021 (CAN) 15 de abril de 2021 (EU)      | 2 de abril de 2021       | 23 de septiembre de 2022 |
| 206       | 1b        | «Los Bakugan de la isla chatarra» «Garakuta Shima no Bakugan» (ガラクタ島の爆丸)          | 24 de enero de 2021 (CAN) 15 de abril de 2021 (EU)      | 2 de abril de 2021       | 23 de septiembre de 2022 |
| 207       | 2a        | «Lia y Fenneca» «Ria to Feneka» (リアとフェネカ)                                          | 31 de enero de 2021 (CAN) 15 de abril de 2021 (EU)      | 16 de abril de 2021      | 30 de septiembre de 2022 |
| 208       | 2b        | «Lightning y Ferascal» «Raitoningu to Ferasukaru» (ライトニングとフェラスカル)            | 31 de enero de 2021 (CAN) 15 de abril de 2021 (EU)      | 16 de abril de 2021      | 30 de septiembre de 2022 |
| 209       | 3a        | «Un ex-ladrón y un tipo relajado» «Pinchi Taurā no Himitsu» (ピンチタウラーの秘密)        | 7 de febrero de 2021 (CAN) 15 de abril de 2021 (EU)     | 30 de abril de 2021      | 7 de octubre de 2022     |
| 210       | 3b        | «Me llamo Sharktar» «Ore no na wa Shākutā» (俺の名はシャークター)                         | 7 de febrero de 2021 (CAN) 15 de abril de 2021 (EU)     | 30 de abril de 2021      | 7 de octubre de 2022     |
| 211       | 4a        | «La amiga de Wynton» «Ten'nyūsei Haketto» (転入生・ハケット)                              | 14 de febrero de 2021 (CAN) 15 de abril de 2021 (EU)    | 14 de mayo de 2021       | 14 de octubre de 2022    |
| 212       | 4b        | «El regreso de Magnus» «Magunasu Futatabi» (マグナス再び)                                 | 14 de febrero de 2021 (CAN) 15 de abril de 2021 (EU)    | 14 de mayo de 2021       | 14 de octubre de 2022    |
| 213       | 5a        | «La llegada de Gregorius Reed» «Hīringu Koaseru» (ヒーリング・コアセル)                   | 21 de febrero de 2021 (CAN) 15 de abril de 2021 (EU)    | 28 de mayo de 2021       | 21 de octubre de 2022    |
| 214       | 5b        | «Un Bakugan misterioso» «Densetsu no Sonzai» (伝説の存在)                                 | 21 de febrero de 2021 (CAN) 15 de abril de 2021 (EU)    | 28 de mayo de 2021       | 21 de octubre de 2022    |
| 215       | 6a        | «La búsqueda de los Geogan» «Jiogan» (ジオガン)                                           | 28 de febrero de 2021 (CAN) 15 de abril de 2021 (EU)    | 11 de junio de 2021      | 28 de octubre de 2022    |
| 216       | 6b        | «¡El Geogan Arcleon!» «Ākireon» (アーキレオン)                                            | 28 de febrero de 2021 (CAN) 15 de abril de 2021 (EU)    | 11 de junio de 2021      | 28 de octubre de 2022    |
| 217       | 7a        | «¡Persigan al Bakugan misterioso!» «Nazo no Bakugan o oe» (謎の爆丸を追え)                | 7 de marzo de 2021 (CAN) 15 de abril de 2021 (EU)       | 25 de junio de 2021      | 4 de noviembre de 2022   |
| 218       | 7b        | «La encrucijada de Drago» «Nerawa Reta Dorago» (狙われたドラゴ)                           | 7 de marzo de 2021 (CAN) 15 de abril de 2021 (EU)       | 25 de junio de 2021      | 4 de noviembre de 2022   |
| 219       | 8a        | «Magnus, el salvaje» «Atarashiki Niriasu» (新しきニリアス)                                | 14 de marzo de 2021 (CAN) 15 de abril de 2021 (EU)      | 9 de julio de 2021       | 11 de noviembre de 2022  |
| 220       | 8b        | «Tarjeta del portal, ¡lista!» «Gēto Kādo» (ゲートカード)                                  | 14 de marzo de 2021 (CAN) 15 de abril de 2021 (EU)      | 9 de julio de 2021       | 11 de noviembre de 2022  |
| 221       | 9a        | «Los cálculos del Consejo Supremo» «Saikō Hyōgi-kai no Omowaku» (最高評議会の思惑)        | 21 de marzo de 2021 (CAN) 15 de abril de 2021 (EU)      | 23 de julio de 2021      | 18 de noviembre de 2022  |
| 222       | 9b        | «El reto de Drago» «Dorago no Chōsen» (ドラゴの挑戦)                                      | 21 de marzo de 2021 (CAN) 15 de abril de 2021 (EU)      | 23 de julio de 2021      | 18 de noviembre de 2022  |
| 223       | 10a       | «Drago se une al Consejo Supremo» «Kudasa Reru Ketsudan» (下される決断)                   | 28 de marzo de 2021 (CAN) 15 de abril de 2021 (EU)      | 6 de agosto de 2021      | 25 de noviembre de 2022  |
| 224       | 10b       | «¡Encuentren a los trillizos!» «Mitsugo o Sagase» (三つ子を探せ)                          | 28 de marzo de 2021 (CAN) 15 de abril de 2021 (EU)      | 6 de agosto de 2021      | 25 de noviembre de 2022  |
| 225       | 11a       | «No te metas con el espectáculo Bakugan» «Wakuwaku Bakugan Shō» (わくわく爆丸ショー)      | 4 de abril de 2021 (CAN) 15 de abril de 2021 (EU)       | 20 de agosto de 2021     | 2 de diciembre de 2022   |
| 226       | 11b       | «La cantante Crystal Blue» «Utahime Kurisutaru Burū» (歌姫クリスタル・ブルー)             | 4 de abril de 2021 (CAN) 15 de abril de 2021 (EU)       | 20 de agosto de 2021     | 2 de diciembre de 2022   |
| 227       | 12a       | «El viaje de Magnus» «Magunasu no Tabi» (マグナスの旅)                                    | 4 de abril de 2021 (CAN) 15 de abril de 2021 (EU)       | 20 de agosto de 2021     | 9 de diciembre de 2020   |
| 228       | 12b       | «Pelea en la playa» «Bīchi de no Bakugan Batoru» (ビーチでの爆丸バトル)                   | 4 de abril de 2021 (CAN) 15 de abril de 2021 (EU)       | 20 de agosto de 2021     | 9 de diciembre de 2022   |
| 229       | 13a       | «¡Los misteriosos bandidos enmascarados!» «Maddo Masuku-dan» (マッドマスク団)             | 18 de abril de 2021 (CAN) 15 de abril de 2021 (EU)      | 17 de septiembre de 2021 | 16 de diciembre de 2020  |
| 230       | 13b       | «¡El luchador misterioso!» «Maddo Masuku no Bosu» (マッドマスクのボス)                    | 18 de abril de 2021 (CAN) 15 de abril de 2021 (EU)      | 17 de septiembre de 2021 | 16 de diciembre de 2022  |
| 231       | 14a       | «¡Bethany, la princesa del basurero!» «Gomi Yama no Purinsesu» (ゴミ山のプリンセス)       | 25 de abril de 2021 (CAN) 15 de septiembre de 2021 (EU) | 1 de octubre de 2021     | 23 de diciembre de 2022  |
| 232       | 14b       | «¡Encuentren al misterioso hombre lobo!» «Nazo no Yūma Ramaman» (謎のUMA・ラママン)       | 25 de abril de 2021 (CAN) 15 de septiembre de 2021 (EU) | 1 de octubre de 2021     | 23 de diciembre de 2022  |
| 233       | 15a       | «¡El gato mascota!» «Uwasa no Kanban Neko» (噂の看板猫)                                   | 2 de mayo de 2021 (CAN) 15 de septiembre de 2021 (EU)   | 15 de octubre de 2021    | 30 de diciembre de 2022  |
| 234       | 15b       | «¡La gran aventura de los Fantásticos!» «Ōsamu Wan no Dai Bōken» (オーサム・ワンの大冒険) | 2 de mayo de 2021 (CAN) 15 de septiembre de 2021 (EU)   | 15 de octubre de 2021    | 30 de diciembre de 2022  |
| 235       |           |                                                                                           |                                                         |                          |                          |
| 236       |           |                                                                                           |                                                         |                          |                          |
| 237       |           |                                                                                           |                                                         |                          |                          |
| 238       |           |                                                                                           |                                                         |                          |                          |
| 239       |           |                                                                                           |                                                         |                          |                          |
| 240       |           |                                                                                           |                                                         |                          |                          |
| 241       |           |                                                                                           |                                                         |                          |                          |
| 242       |           |                                                                                           |                                                         |                          |                          |
| 243       |           |                                                                                           |                                                         |                          |                          |
| 244       |           |                                                                                           |                                                         |                          |                          |
| 245       |           |                                                                                           |                                                         |                          |                          |
| 246       |           |                                                                                           |                                                         |                          |                          |
| 247       |           |                                                                                           |                                                         |                          |                          |
| 248       |           |                                                                                           |                                                         |                          |                          |
| 249       |           |                                                                                           |                                                         |                          |                          |
| 250       |           |                                                                                           |                                                         |                          |                          |
| 251       |           |                                                                                           |                                                         |                          |                          |
| 252       |           |                                                                                           |                                                         |                          |                          |
| 253       |           |                                                                                           |                                                         |                          |                          |
| 254       |           |                                                                                           |                                                         |                          |                          |
| 255       |           |                                                                                           |                                                         |                          |                          |
| 256       |           |                                                                                           |                                                         |                          |                          |